# Matt Snare
Matt Snare es un deportista estadounidense que compite en remo. Ganó dos medallas en el Campeonato Mundial de Remo en Sala, en los años 2023 y 2025, ambas en la prueba de 500 m.

## Palmarés internacional
| Campeonato Mundial | Campeonato Mundial   | Campeonato Mundial | Campeonato Mundial |
| Año                | Lugar                | Medalla            | Prueba             |
| ------------------ | -------------------- | ------------------ | ------------------ |
| 2023               | Mississauga (Canadá) | Medalla de bronce  | 500 m              |
| 2025               | Sede virtual         | Medalla de plata   | 500 m              |